# 北青公路
北青公路，是位于上海市的一条省级公路，被编为上海省道125的一部分。该道路西至上海外环高速北翟路出口（即闵行区新虹街道与长宁区北新泾街道交界处），东至青浦区白鹤镇大盈村沪苏省界，经过闵行区、青浦区等行政区，全长18.75公里，以北新泾、青浦县城各取一个字得名。北翟路至林家桥段，原称北林路，1956年建成。1974年，林家桥到外青松公路（香花桥）段开始建设，1975年10月建成。1986年，依据1981年上海市人民政府的文件，更名北青公路。

## 主要交会道路（东向西）
- 华翔路（ 嘉闵高架路）接北翟路（ 北翟高架路）
- 金丰路/联友路
- 金光路
- 华徐公路（ 沈海高速）
- 明珠路
- 徐乐北路/凤中路
- 嘉松中路
- 赵重公路
- 崧华路
- 汇金路
- 上海绕城高速（香花立交）
- 外青松公路
- 胜利路/新胜路
- 漕盈公路

## 轨道交通
- 徐乐北路口：示范区徐乐北路站
- 赵重公路口：示范区赵重公路站
- 华青路口：示范区华青路站